# Messatoporus rufiventris
Messatoporus rufiventris är en stekelart som beskrevs av Joseph Augustine Cushman 1929. Messatoporus rufiventris ingår i släktet Messatoporus och familjen brokparasitsteklar. Inga underarter finns listade i Catalogue of Life.